# Kumelsk (gromada)
Kumelsk – dawna gromada, czyli najmniejsza jednostka podziału terytorialnego Polskiej Rzeczypospolitej Ludowej w latach 1954–1972.
Gromady, z gromadzkimi radami narodowymi (GRN) jako organami władzy najniższego stopnia na wsi, funkcjonowały od reformy reorganizującej administrację wiejską przeprowadzonej jesienią 1954 do momentu ich zniesienia z dniem 1 stycznia 1973, tym samym wypierając organizację gminną w latach 1954–1972.
Gromadę Kumelsk z siedzibą GRN w Kumelsku utworzono – jako jedną z 8759 gromad – w powiecie kolneńskim w woj. białostockim, na mocy uchwały nr 17/V WRN w Białymstoku z dnia 4 października 1954. W skład jednostki weszły obszary dotychczasowych gromad Kumelsk, Kowalewo, Truszki i Glinki ze zniesionej gminy Lachowo w tymże powiecie. Dla gromady ustalono 10 członków gromadzkiej rady narodowej.
31 grudnia 1959 gromadę Kumelsk zniesiono, włączając jej obszar do gromady Lachowo.